# Beyblade: Metal Fusion
A Beyblade: Metal Fusion (メタルファイト ベイブレード; Metaru Faito Beibureedo) japán manga- és animesorozat, amely a Beyblade utódja. Ennek a sorozatnak új története és új szereplői vannak.

## Cselekmény

### Beyblade: Metal Fusion
Ginga egy Koma village nevű helyen élt addig amíg egyszer Doji a Dark Nebula vezetője Ryuga-val együtt elmentek a Koma village-ben található beyblade-ért, L-drago-ért ami a legerősebb létező Beyblade, Ginga apja próbálta megvédeni L-dragot de vesztett ezután mielőtt a vulkánba esett volna, odaadta Ginkának a Beybladejét Pegazust. Később Ginkga útra kel, hogy elég erős legyen ahol hogy legyőzze Ryugát és L-dragót. Ginka azért hogy megküzdhessen Ryugával jelentkezik a Blader Viadalra, aminek a nyertese megküzdhet Ryugával. Ginka legyőzi a verseny végén Ryugát, így ő lesz a világlegjobb bladere.

### Beyblade: Metal Masters
A Metal Masters innen folytatja a történetet: sokan meg akarják Ginkát fosztani a címétől ezért megrendezik a Beyblade Világbajnokságot. Ginka a Japán csapat (Gan Gan Galaxy) tagjaként indul. Először a kínai Wang Hu Zhonggal kell szembenézniük, majd az orosz Lovushka csapattal, az afrikai Wild Wanggel, az európai Excalibur, a brazil Garcia testvérekkel és végül a döntőben az egyesült államokbeli Star Breakersel kell megküldeniük. Ám az évad ezzel még nem ér véget, mert a Star Breakers csapatot irányító Hades city a világbajnokságon a beybladekről összegyűjtött adatok segítségével egy pusztító fegyvert hoztak létre a Hades cityből. Ginga és barátai meg tudják állítani Pegazus (Ginka beybladeje) rossz állapotba kerül így várnia kell a további csatákkal.

### Beyblade: Metál őrület
A Metál őrület onnan folytatódik, hogy miközben Pegazus javításainak utolsó lépése vannak csak hátra lehull egy csillag, ami 10 darabra törik és beybladekbe szálnak bele mert ha ez az erő rossz kezekbe kerül föléleszthetik vele nemezist. Ginga és társai elindulnak megkeresni azokat a bladereket akiket a csillagdarab kiválasztott, mert ők legendás bladerek.(Ginga, Kyoya, Ryuga, Yuki, King, Aguma, Dynamis, Chris, Thithi, Rago)

## Szereplők
Gingka Hagane
- Szinkronhangja: Kanada Aki (japán); Robert Tinkler (angol); Bartucz Attila (magyar)

A japán változatban Hagane Ginga (鋼銀河) néven ismert.
- Beyblade: Storm Pegasus (Támadó típus)

Kyoya Tategami (盾神キョウヤ; Hepburn: Tategami Kyōya)
- Szinkronhangja: Hino Szatosi (japán); Peter Cugno (angol); Juhász Zoltán (magyar)
- Beyblade: Rock Leone (Védekező típus)

Kenta Yumiya (湯宮ケンタ; Hepburn: Yumiya Kenta)
- Szinkronhangja: Kató Emiri (japán); Lisette St. Louis (angol); Pálmai Szabolcs (magyar)
- Beyblade: Flame Sagittario (Kitartó típus)

Madoka Amano (天野まどか; Hepburn: Amano Madoka)
- Szinkronhangja: Sindó Kei (japán); Barbara Mamabolo (angol); Laudon Andrea (magyar)

Madoka beyblade-szerelő, így nem gyakran látni harcolni, de ennek ellenére nagyon sokat tud a Beybladekről.
- Beyblade: Mad Cancer (valószínűleg Kombinációs típus)

Hanava Benkei (花輪ベンケイ; Hepburn: Hanawa Benkei)
- Szinkronhangja: Mijake Kenta (japán); Jason Deline (angol); Galbenisz Tomasz (Metal Fusion), ? (Metal Masters) (magyar)
- Beyblade: Sötét Bika (Kombinációs típus)

Doji
- Szinkronhangja: Kojaszu Takehito (japán); Juan Chioran (1–31. rész), Andrew Jackson (32–51. rész) (angol); Pál Tamás (Metal Fusion), Kossuth Gábor (Metál őrület) (magyar)

Beyblade: Sötét Farkas (Kombinációs típus)
A Dark Nebula vezetője, melynek célja uralma alá hajtani a Beyblade világát. Gonosz tervük elérése érdekében szabadjára akarják engedni a tiltott beybladet, L-Dragot. A japán változatban Daidódzsi (大道寺 ; Hepburn: Daidōji) néven ismert.
- Beyblade: Dark Wolf (Kombinációs típus)

Ryuga (竜牙; Hepburn: Ryūga)
- Szinkronhangja: Cuda Kendzsiró (japán); Carman Melville (angol); Haagen Imre (magyar)
- Beyblade: Lightning L-Drago (Támadó típus) – tiltott Beyblade

Myreille Psychiokieus (ミレイユ心霊オクソー; Hepburn: Mireiyu Shinrei-okusō?)
- Szinkronhangja: Atsuko Takahata (japán); Catherine Disher (angol); Kiss Virág Magdolna (magyar)
- Beyblade: Hurricain Hellhound (Védekező típus)

Tsubasa Otori (大鳥翼; Hepburn: Otori Tsubasa)
- Szinkronhangja: Irino Miju (japán); David Reale (angol); Borbíró András (magyar)
- Beyblade: Earth Eagle (Védekező típus)

Yu Tendo (天童遊; Hepburn: Tendō Yū)
- Szinkronhangja: Nazuka Kaori (japán); Denise Oliver (angol); Pupos Tímea (magyar)
- Beyblade: Flame Libra (Kitartó típus)

Masamune Kadoya (角谷正宗; Hepburn: Masamune Kadoya) (Beyblade Metal Masters, Metal Őrület)
- Szinkronhangja: Szanpei Júko (japán); Cameron Ansell (angol); Baráth István (magyar)
- Beyblade: Ray Striker (Támadó típus)

Zeo Abyss (ゼオ・アビス; Hepburn: Zeo Abisu) (Metal Masters, Metal Őrület)
- Szinkronhangja: Atsushi Abe (japán); M. Christan Heywood (angol); Markovics Tamás (Metal Masters), ? (Metal Őrület) (magyar)
- Beyblade: Flame Byxis (Védekező típus), Spiral Fox (Védekező típus)

Toby (トビー; Hepburn: Tobii) (Metal Masters, Metal Őrület)
- Szinkronhangja: Koki Mijata (japán); Benjamin Israel (angol); Kováts Dániel (Metal Masters), Czető Roland (Metal Őrület) (magyar)
- Beyblade: Twisted Tempo (Védekező típus), Spiral Lyre (Támadó típus)

Damian Hart (ダミアン·ハート; Hepburn: Hart Damian) (Metal Masters)
- Szinkronhangja: ? (japán), Carter Hayden (angol); Seszták Szabolcs (magyar)
- Beyblade: Hades Kerbecs (Kitartó típus)

Jack (ジャック; Hepburn: Jakku) (Metal Masters, Metal Őrület)
- Szinkronhangja: Koki Ucsijama (japán); Scott Gorman (angol); Hamvas Dániel (magyar)
- Beyblade: Evil Befall (Egyensúly típus)

Yuki Misusava (水沢ユウキ; Hepburn: Yūki Misusava) (Beyblade Metal Őrület)
- Szinkronhangja: Makigucsi Majuki (japán); Taylor Abrahamse (angol); Morvay Gábor (magyar)
- Beyblade: Mercury Anubius (Támadó típus)

Hyoma (氷魔; Hepburn: Hyōma)
- Szinkronhangja: Kakihara Tecuja (japán); Lyon Smith (angol); Szokol Péter (magyar)
- Beyblade: Rock Aries (Védekező típus)

Ryo Hagane (vagy Főnix)
- Szinkronhangja: Hajami Só (japán); Ron Pardo (angol); Turi Bálint (magyar)

A japán változatban Hagane Rjúszei (鋼流星; Hepburn: Hagane Ryūsei) néven ismert.
- Beyblade: Storm Pegasus (Támadó típus) – Gingának adta, Burn Phoenix (Kitartó típus) (Metal Fusion vége, Metal Masters)

## Készítők
A Beyblade: Metal Fusion manga és animék készítői
- Takafumi Adachi írta és kézzel rajzolta
- YU+KI A zenéket adta elő